# 曾鎰 (嘉靖進士)
曾鎰（？—？），字萬甫，號内菴，直隸德州衛軍籍江西贛州府興國縣人，明朝政治人物。

## 生平
嘉靖二十二年（1543年）癸卯科山東鄉試第六十四名舉人。嘉靖三十二年（1553年）中式癸丑科會試第三百九十一名，二甲第三十四名進士。吏部观政，授工部主事，升员外、郎中，三十九年官浙江寧波府知府。四十一年升陕西苑马寺少卿。

## 家族
曾祖曾倬；祖父曾淳；父曾乾，母王氏。弟曾鑛、曾鈳、曾銓。